# Antonov An-132
Antonov An-132 (ukrajinsky Антонов Ан-132) vojenský transportní letoun zkonstruovaný ukrajinským výrobcem Antonov ve spolupráci se saúdskoarabskou státní firmou Taqnia Aeronautics.
Jedná se o víceúčelový podzvukový letoun se dvěma turbovrtulovými motory Pratt & Whitney Canada PW150A s šestilistými vrtulemi Dowty Propellers R408.
Předností letounu je jeho přizpůsobení různým klimatickým podmínkám (zejména horkému podnebí) a možnost použití na vysokohorských a neupravených vzletových a přistávacích drahách s nezpevněným povrchem.

## Hlavní technické údaje
- Rozpětí: 29,20 m
- Délka: 24,53 m
- Výška: 8,80 m
- Maximální vzletová hmotnost: 28 500 kg
- Maximální rychlost: 550 km/h
- Dostup: 9000 m
- Maximální dolet: 4400 km